# Louga
Louga [luˈɡa] ist eine Stadt im Nordwesten des Senegal. Sie ist Hauptstadt der Region Louga und des Départements Louga.

## Geographische Lage
Louga liegt 203 Kilometer nordöstlich von Dakar und 68 Kilometer südöstlich von Saint-Louis im Bereich der regenarmen Sahelzone. Die Grande-Côte am Atlantik ist 38 Kilometer entfernt.

## Geschichte
Louga entwickelte sich aus einem kleinen Dorf und Marktflecken in dieser Ndiambour genannten Gegend schnell zu einer Stadt, nachdem die französische Kolonialverwaltung im Jahr 1883 hier ein Fort errichtet hatte, um diesen Landstrich südlich der Stadt Saint-Louis zu befrieden. Bald zogen viele Menschen aus dem unruhigen Umland hierher unter den Schutz der Kolonialmacht. Am 18. Januar 1887 errichtete diese den Cercle (Kreis) Louga. Dies förderte die Mittelpunktfunktion der Stadt. Ihre Bewohner widmeten sich fortan nicht allein dem Ackerbau und der Viehzucht, sondern auch anderen Erwerbszweigen und dem Handel und dem gesellschaftlichen Leben. Eine erste planmäßige städtische Siedlung entstand 1894. Seitdem entwickelte Louga das Aussehen und die Infrastruktur einer typischen französischen Kolonialstadt.
Ab dem Jahr 1900 brachte die Einrichtung eines Vieh- und Bauernmarktes (Marbath) der Stadt Louga einen beträchtlichen Entwicklungsschub. 1901 entstand westlich der 1885 eröffneten Eisenbahnstrecke Dakar–Saint-Louis der Stadtbezirk Santhiaba.

## Bevölkerung
Die Stadt Louga hatte bereits im Jahr 1887 eintausend Einwohner. Die letzten Volkszählungen ergaben für die Stadt jeweils folgende Einwohnerzahlen:
| Jahr | Einwohner |
| ---- | --------- |
| 1976 | 35.579    |
| 1988 | 52.057    |
| 2002 | 73.662    |
| 2013 | 104.349   |
| 2023 | 113.365   |

## Partnerstädte
- Millau, Frankreich seit 1962

## Persönlichkeiten der Stadt
- Abdou Diouf (* 1935), Präsident Senegals 1982 bis 2000